# 배틀 오브 월드
배틀 오브 월드(Battle of Los Angeles)는 2011년 개봉한 미국의 영화이다.

## 출연

### 주연
- 니아 피플즈
- 제럴드 웹
- 딜런 복스

### 조연
- 켈 미첼
- 테레사 준 타오
- 다린 쿠퍼
- 팀 아벨
- 에드워드 드루이터
- 미셸 보이드
- 스티븐 블랙하트
- 로버트 파이크 다니엘
- 크리스 골드버그
- 웨인 산토니

## 기타
- 라인프로듀서: 크리스토퍼 레이
- 협력프로듀서: 폴 베일스
- 조감독: 카렙 브루스터
- 조감독: 댄 골든
- 조감독: 알렉산더 예렌
- 미술: 아론 J. 마틴
- 의상: 사라 슐츠
- 분장부문: 메건 니콜
- 배역: 제럴드 웹
- 프로덕션매니저: 발레리 K. 가르시아